# Nhóm Nghiên cứu Độc lập UAP của NASA
Nhóm Nghiên cứu Độc lập Hiện tượng Dị thường Không xác định của NASA (UAPIST) là một nhóm gồm mười sáu chuyên gia được Cơ quan Hàng không và Vũ trụ Quốc gia Hoa Kỳ (NASA) tập hợp vào năm 2022 và do David Spergel làm chủ tịch để đề xuất lộ trình phân tích hiện tượng bất thường không xác định (UAP) của NASA và các tổ chức khác.
UAP được định nghĩa là hiện tượng hoặc quan sát các sự kiện trên không, trên biển, trong không gian và trên đất liền mà không thể xác định là máy bay hoặc là hiện tượng tự nhiên đã biết. Từ viết tắt UAP nhằm mục đích tách biệt khỏi các giả định về sự sống ngoài Trái Đất và các mối liên hệ khác trong văn hóa đại chúng với từ viết tắt cũ hơn là UFO ("vật thể bay không xác định"). UAP ban đầu là viết tắt của "hiện tượng không trung không xác định", nhưng đã được mở rộng vào cuối năm 2022 để có nghĩa là "hiện tượng dị thường không xác định". Để hoàn thành công việc của mình, nhóm NASA độc lập đã xác định cách dữ liệu do các tổ chức dân sự, thương mại và chính phủ cũng như bất kỳ nguồn nào khác thu thập được có thể đem ra phân tích hiệu quả nhất để làm sáng tỏ UAP.
Nhóm nghiên cứu này bắt đầu làm việc vào ngày 24 tháng 10 năm 2022 và tổ chức cuộc họp công khai đầu tiên vào ngày 31 tháng 5 năm 2023. Báo cáo của nhóm được công bố vào ngày 14 tháng 9 năm 2023 và không tìm thấy bằng chứng cho thấy sự sống ngoài hành tinh chịu trách nhiệm cho hiện tượng không thể giải thích được trong các vụ nhìn thấy UAP. Không giống như Cơ quan Giải quyết Hiện tượng Dị thường Toàn cục (AARO) thuộc Văn phòng Bộ trưởng Quốc phòng Hoa Kỳ, nhóm nghiên cứu độc lập của NASA chỉ tập trung vào dữ liệu chưa được xếp loại mật.

## Phạm vi và mục tiêu
Nhóm Nghiên cứu Độc lập Hiện tượng Không trung Không xác định (UAPIST) được Karen St. Germain, giám đốc Bộ phận Khoa học Trái Đất của NASA, chính thức thành lập với tư cách là một tiểu ban của Ủy ban Cố vấn Khoa học Trái Đất (ESAC). Điều khoản tham chiếu thành lập nhóm được ký vào ngày 24 tháng 5 năm 2022.
Trong thông báo vào tháng 6 năm 2022 về kế hoạch thành lập UAPIST, NASA đã chỉ định nhà vật lý thiên văn David Spergel làm chủ tịch nhóm và Daniel Evans, phó quản trị viên phụ trách nghiên cứu tại Ban Chỉ đạo Sứ mệnh Khoa học của NASA, là viên chức chịu trách nhiệm chỉ đạo nghiên cứu. Theo Spergel, mục tiêu của nhóm là thu thập bộ dữ liệu mạnh mẽ nhất có thể, do thiếu các quan sát và "xác định dữ liệu nào – từ dân thường, chính phủ, tổ chức phi lợi nhuận, công ty – tồn tại, dữ liệu nào khác chúng ta nên cố gắng thu thập và cách phân tích tốt nhất". NASA tóm tắt mục tiêu này là đảm bảo "lời khuyên của các chuyên gia trong cộng đồng khoa học, hàng không và phân tích dữ liệu để tập trung vào cách tốt nhất nhằm thu thập dữ liệu mới và cải thiện những quan sát về UAP". Họ lưu ý thêm rằng "phù hợp với các nguyên tắc về tính cởi mở, minh bạch và tính toàn vẹn khoa học của NASA", những phát hiện sẽ được chia sẻ công khai vì "tất cả dữ liệu của NASA đều có sẵn cho công chúng" và "mọi người đều có thể dễ dàng xem qua hoặc nghiên cứu". NASA đã làm rõ rằng nghiên cứu mới này không liên quan đến "chương trình sinh học vũ trụ tích cực của họ tập trung vào nguồn gốc, sự tiến hóa và sự phân bố của sự sống ngoài Trái Đất". Cuối cùng, thông báo nêu rõ rằng nhóm nghiên cứu UAP của NASA sẽ là một dự án thứ hai và độc lập từ chương trình theo chỉ đạo của Bộ Quốc phòng, nói rằng, "cơ quan này không phải là một phần của Đội Đặc nhiệm Hiện tượng Dị thường Không xác định thuộc Bộ Quốc phòng hoặc người kế nhiệm là Nhóm Đồng bộ hóa Quản lý và Nhận dạng Vật thể Không trung " mặc dù NASA đã "phối hợp rộng rãi trên toàn chính phủ về cách áp dụng các công cụ khoa học để làm sáng tỏ bản chất và nguồn gốc của hiện tượng dị thường không xác định".
Tháng 7 năm 2022, một tháng sau khi NASA công bố nhóm nghiên cứu UAP độc lập, Bộ Quốc phòng Hoa Kỳ đã thay thế Nhóm Đồng bộ hóa Quản lý và Nhận dạng Vật thể Không trung bằng Cơ quan Giải quyết Hiện tượng Dị thường Toàn vùng (AARO).
Điều khoản tham chiếu tiếp theo được ký vào ngày 18 tháng 5 năm 2023, mở rộng UAPIST và đổi tên bằng cách đổi "Không trung" thành "Dị thường". Trong cuộc họp công khai đầu tiên vào ngày 31 tháng 5 năm 2023, Sean Kirkpatrick, giám đốc lực lượng đặc nhiệm AARO của Bộ Quốc phòng, đã được mời phát biểu khai mạc. Kirkpatrick cho biết "mặc dù NASA và AARO đang giải quyết các khía cạnh khác nhau của bộ vấn đề UAP, nhưng những nỗ lực của chúng tôi rất bổ sung cho nhau" vì cả hai đều cam kết với phương pháp khoa học và cách tiếp cận dựa trên dữ liệu. Theo Kirkpatrick, "NASA đang đánh giá các nguồn dữ liệu chưa được phân loại để nghiên cứu", trong khi "bộ dữ liệu của AARO bao gồm tài liệu được phân loại tập trung vào các lĩnh vực an ninh quốc gia". Ngược lại, "NASA mang đến những khả năng độc đáo, các nhà khoa học đẳng cấp thế giới và vô số mối liên kết học thuật và nghiên cứu" với "quyền tiếp cận những loại vệ tinh cảm biến Trái Đất, cảm biến phóng xạ, các công cụ phát hiện sóng hấp dẫn và địa từ và các phương tiện phân tích dữ liệu do cộng đồng cung cấp có thể hỗ trợ AARO và NASA trong các nỗ lực UAP của họ". AARO "biết ơn vì sự hợp tác này", Kirkpatrick cho biết, và hoan nghênh "cơ hội hợp tác với NASA để chia sẻ những phát hiện chung của chúng tôi với công chúng khi Chính phủ Mỹ hướng tới sự minh bạch hơn về vấn đề này".

## Thuật ngữ UAP so với UFO
Theo Merriam-Webster, "thuật ngữ UAP lần đầu tiên xuất hiện vào cuối thập niên 1960, trong khi vật thể bay không xác định đã xuất hiện từ năm 1947". Như được tóm tắt trong cuốn ETC: A Review of General Semantics, "ngoài mô tả bao quát hơn về UAP, thuật ngữ này tránh được gánh nặng văn hóa gắn liền với UFO, mối liên hệ ban đầu của nó với nguồn gốc ngoài Trái Đất ...thiết lập một khuôn khổ hạn hẹp và không linh hoạt cho nghiên cứu khoa học trung thực". Thuật ngữ UFO hiện đã có hàng thập kỷ gắn liền với người ngoài hành tinh trên nhiều lĩnh vực văn hóa, giải trí đại chúng, thuyết âm mưu và các phong trào tôn giáo như được Diana Walsh Pasulka xem xét trong cuốn sách mang tên American Cosmic. "Hiện tượng Không trung Không xác định (UAP), trước đây từng được gọi là UFO, về mặt lý thuyết, có thể bao gồm tàu vũ trụ của người ngoài hành tinh, nhưng hai từ này không đồng nghĩa với nhau." Vào đầu năm 2023, NASA đã cập nhật tên nhóm nghiên cứu độc lập của mình từ "hiện tượng không trung không xác định" thành "hiện tượng dị thường không xác định" để "phù hợp với Đạo luật Ủy quyền Quốc phòng Quốc gia James M. Inhofe cho Năm Tài khóa 2023, được ký thành luật vào ngày 23 tháng 12 năm 2022".

## Các thành viên trong nhóm

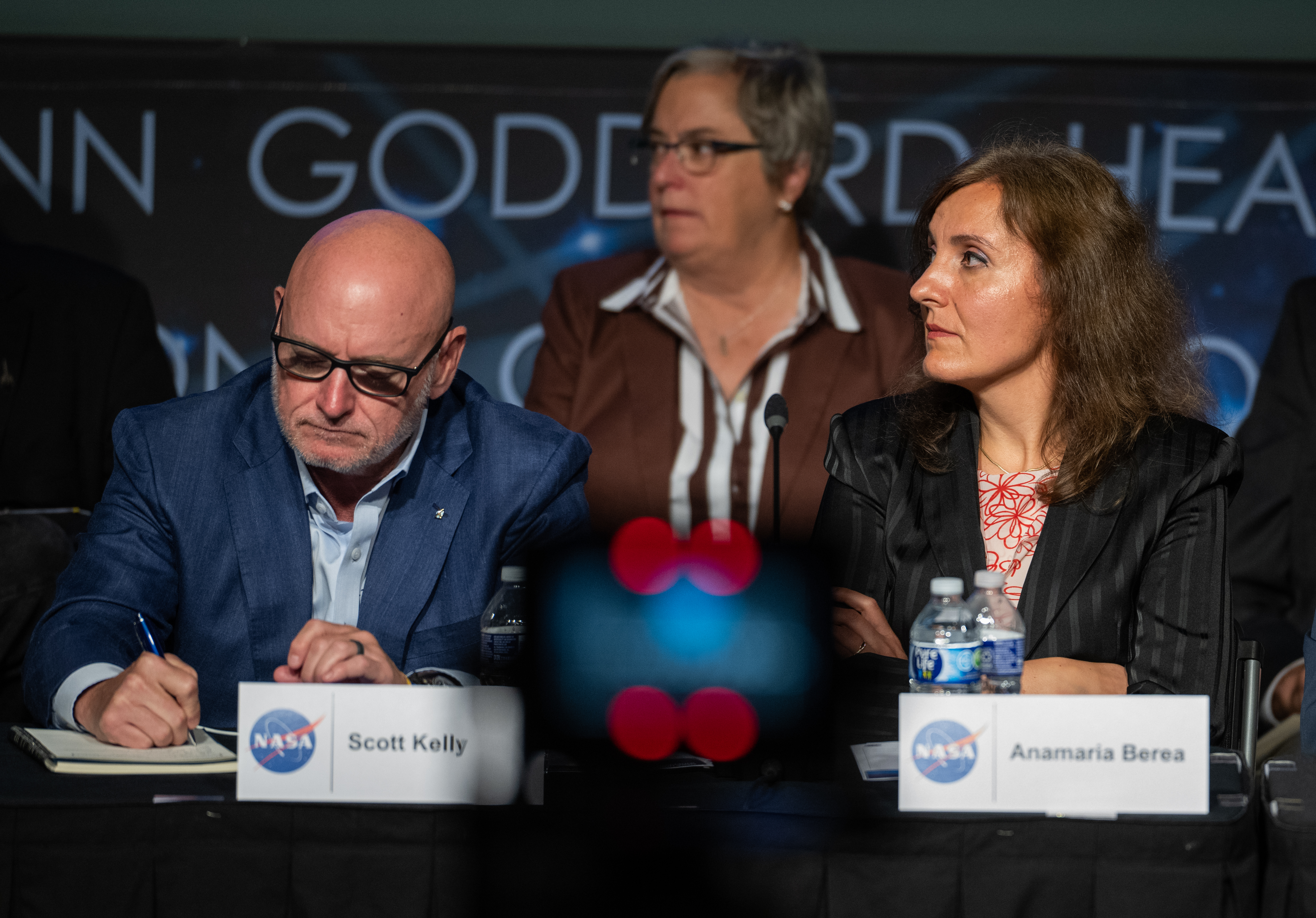
Scott Kelly, cựu phi hành gia NASA, bên trái, và Anamaria Berea, phó giáo sư Khoa học dữ liệu và tính toán tại Đại học George Mason, trong cuộc họp công khai của nhóm nghiên cứu độc lập UAP của NASA vào ngày 31 tháng 5 năm 2023.

Các thành viên nhóm nghiên cứu UAP của NASA đã được công bố vào ngày 21 tháng 10 năm 2022.
1. David Spergel
2. Anamaria Berea (giáo sư Khoa học tính toán và Dữ liệu tại Đại học George Mason)
3. Federica Bianco (giáo sư vật lý tại Đại học Delaware)
4. Paula Bontempi
5. Reggie Brothers (đối tác điều hành tại hãng AE Industrial Partners ở Boca Raton, Florida)
6. Jen Buss (CEO của Viện Nghiên cứu Chính sách Potomac)
7. Nadia Drake
8. Mike Gold (phó chủ tịch điều hành hãng Redwire)
9. David Grinspoon
10. Scott Kelly
11. Matt Mountain
12. Warren Randolph (phó giám đốc điều hành của Sở Điều tra và Phòng ngừa Tai nạn vì An toàn Hàng không thuộc Cục Hàng không Liên bang (FAA))
13. Walter Scott (phó chủ tịch kiêm giám đốc công nghệ của hãng Maxar Technologies)
14. Joshua Semeter (giáo sư kỹ thuật điện và máy tính, giám đốc Trung tâm Vật lý Không gian tại Đại học Boston)
15. Karlin Toner (quyền giám đốc điều hành của Văn phòng Chính sách và Kế hoạch Hàng không của FAA)
16. Shelley Wright (giáo sư vật lý tại Trung tâm Vật lý Thiên văn và Nghiên cứu Không gian của Đại học California, San Diego)

Greg Eghigian, giáo sư lịch sử tại Penn State, người đã viết về lịch sử của hiện tượng UFO, lưu ý rằng nhóm nghiên cứu của NASA đại diện cho "một sự thay đổi lớn", vì "gần như phần lớn các học giả hiện nay tin rằng việc nghiên cứu UFO đảm bảo nghiên cứu mang tính học thuật", rằng nhóm có thể thiết lập "một lộ trình để tìm hiểu về UAP", và rằng hoạt động này là "chưa từng có [bởi vì] NASA, theo truyền thống, không muốn dính líu gì đến UFO, và [bây giờ] những nhà khoa học dân sự này đang đặt ra những câu hỏi có căn cứ khoa học".

## Bình luận của thành viên trong nhóm
Trong cuộc họp công khai đầu tiên vào ngày 31 tháng 5 năm 2023, nhóm NASA đã phải đối mặt với nhiều câu hỏi chung, chủ yếu tập trung vào UFO. Nhóm báo cáo rằng ưu tiên của họ bao gồm các phương pháp thu thập dữ liệu thực nghiệm và cải thiện phân tích về UAP. Spergel cho biết "nhiều sự kiện UAP có thể là do máy bay thương mại, thiết bị bay không người lái và khinh khí cầu nghiên cứu, cũng như thời tiết và hiện tượng tầng điện ly", đồng thời nói thêm rằng "vẫn còn những sự kiện mà chúng ta không hiểu" và những sự kiện này "có xu hướng được đặc trưng bởi chất lượng kém và dữ liệu hạn chế". Lưu ý giá trị của việc tiếp tục điều tra những điều chưa biết như vậy, Spergel chỉ ra "lịch sử các vụ nổ sóng vô tuyến nhanh" vì khi "kiểm tra xác nhận những vụ nổ có bản chất vũ trụ, xuất hiện từ các thảm họa thiên văn rải rác khắp vũ trụ", điều này chứng minh rằng "đôi khi những hiện tượng dị thường thực sự thú vị và chỉ ra hiện tượng vật lý mới lạ".
Liên quan đến tuyên bố của David Grusch về việc chính phủ che đậy UFO, thành viên nhóm Joshua Semeter cho biết, nếu không có thêm thông tin, chúng ta có thể nói rất ít về tuyên bố của Grusch, đồng thời nói thêm rằng nhóm NASA đang "hợp tác với Cơ quan Giải quyết Hiện tượng Dị thường Toàn vùng của Bộ Quốc phòng", với mục tiêu cụ thể của nhóm là "tạo ra lộ trình về cách tài sản và chuyên môn của NASA có thể đóng góp vào việc xác định nguồn gốc và bản chất của UAP".

## Báo cáo cuối cùng
Báo cáo cuối cùng của nhóm nghiên cứu độc lập được công bố vào ngày 14 tháng 9 năm 2023, với việc NASA cũng thông báo bổ nhiệm một vị giám đốc nghiên cứu UAP. Nhóm nghiên cứu báo cáo rằng không tìm thấy bằng chứng nào về sự sống ngoài Trái Đất. Báo cáo cũng cho biết việc không có dữ liệu có thể tái tạo khiến việc đưa ra kết luận về một số nguồn gốc của UAP trở nên khó khăn. Người ta khuyến nghị nên sử dụng "phương pháp tiếp cận nghiêm ngặt, dựa trên bằng chứng" để nghiên cứu UAP và các phương pháp thu thập dữ liệu bao gồm trí tuệ nhân tạo và quan sát viên công dân, đồng thời nêu rằng NASA "có vị thế tốt" để dẫn đầu nghiên cứu này về UAP. Theo điều khoản tham chiếu năm 2023, nhóm đã bị giải thể sau khi hoàn thành và nộp bản báo cáo cuối cùng.